# Lav X.
Papa Lav X., rođen kao Giovanni de' Medici, sin firentinskog kneza Lorenza Veličanstvenog, (Firenca, 11. prosinca 1475. – Rim, 1. prosinca 1521.), bio je papa od 1513. do svoje smrti 1521.
Iako je ovaj učeni papa i humanist bio pravi predstavnik renesanse (izgradio Baziliku sv. Petra u Rimu, te je bio pokrovitelj Michelangela i Rafaela), u Europi rastrganoj teološkim borbama, često je kritiziran kao nedorastao svojoj službi. Njegovi protivnici pripovijedaju da je svome bratu Julijanu 11. ožujka 1513. rekao: »Budući da nam je Bog dao papinstvo, uživajmo u njemu.«
Zbog nedostatka novaca prouzročenog ratovima s Francuskom i opširnim radovima oko izgradnje Bazilike svetog Petra, 31. ožujka 1515. bulom Sacrosancti Salvatori et Redemptoris Albertu Brandenburškom daje dozvolu da kroz sljedećih osam godina može na svome biskupskom teritoriju dodjeljivati oproste za novac. Polovica novca tako stečenog trebala je biti predana papi.
Održao je V. lateranski sabor 1517. godine. Iste godine, protiv prakse prodaje oprosta ustao je Martin Luther, koji je 31. listopada 1517., povodom dolaska Johanna Tetzela objesio svojih »95 teza o oprostima« na vrata crkve u Wittenbergu.
Dne 15. lipnja 1520. Lav X. objavio je bulu Exsurge Domine kojom je osudio neke od Luterovih teza, te mu zaprijetio izopćenjem iz Crkve ne povuče li ih kroz sljedećih 60 dana. Luter se nije odazvao na taj poziv, a bulu je spalio na gradskom trgu. Dne 3. siječnja 1521. papa je izopćio Martina Lutera bulom Decet Romanu Pontefici.
Dne 1. prosinca iste godine papa Lav X. umire, te biva pokopan u bazilici Svete Marije iznad Minerva.

## Stav protestanata
Protestanti tvrde da je nametnuo učenje da se oprost grijeha, koji je Božji dar, može kupiti novcem, zbog toga i mnogih drugih stvari smatrali su ga antikristom. Njegov slogan "Bog nam je dao papinstvo – uživajmo!" samo je razjario tadašnje protivnike papinstva.
Martin Luther o njemu se ovako izrazio (govoreći o papinoj buli Exsurge domini): "Mislim da tko god je tvorac te Bule, on je pravi antikrist... Ali ja ti kažem antikriste, da Luther koji je naučio da se bori, neće se dati zaplašiti tvojim praznim Bulama, jer je on navikao da pravi razliku između komada papira i svemoguće Božje riječi".

## Poveznice
- Medici
- Protestantizam
- Reformacija
- Visoka renesansa

## Vanjske poveznice
- Katolička enciklopedija: Papa Lav X.